# Akeem Haynes
Akeem Haynes, född den 11 mars 1992 i Westmoreland Parish, är en kanadensisk friidrottare.
Han tog OS-brons på 4 x 100 meter stafett i samband med de olympiska friidrottstävlingarna 2016 i Rio de Janeiro..